# パオロ・フェルナンデス
パオロ・フェルナンデス・カンティン（Paolo Fernandes Cantin、1998年8月9日 - ）は、スペイン・アラゴン州サラゴサ出身のサッカー選手。ギリシャ・スーパーリーグ・ヴォロスNPS所属。ポジションはMF。

## クラブ経歴
レアル・サラゴサの下部組織（カンテラ）でプレーしていたとき、イングランドのマンチェスター・シティのU-18チームに引き抜かれた。
マンチェスター・シティに移籍後はU-18とU-23を経て、2017年にトップチームへと昇格した。また、それと同時にオランダ・エールディヴィジのNACブレダへとレンタルに出された。
2017年8月12日、エールディヴィジ第1節SBVフィテッセ戦で同リーグデビュー並びにプロデビューを果たし、12月3日の第14節SBVエクセルシオール戦で、後半75分ジョバンニ・コルテとの交代後の77分に移籍後初ゴールを決めた。

## 個人成績
2019年4月24日現在
| クラブ                 | シーズン     | リーグ           | リーグ | リーグ | カップ | カップ | リーグカップ | リーグカップ | その他 | その他 | 通算 | 通算 |
| クラブ                 | シーズン     | ディビジョン     | 出場   | 得点   | 出場   | 得点   | 出場         | 得点         | 出場   | 得点   | 出場 | 得点 |
| ---------------------- | ------------ | ---------------- | ------ | ------ | ------ | ------ | ------------ | ------------ | ------ | ------ | ---- | ---- |
| マンチェスター・シティ | 2017-18      | プレミアリーグ   | 0      | 0      | 0      | 0      | 0            | 0            | 0      | 0      | 0    | 0    |
| マンチェスター・シティ | 通算         | 通算             | 0      | 0      | 0      | 0      | 0            | 0            | 0      | 0      | 0    | 0    |
| NACブレダ              | 2017-18      | エールディヴィジ | 25     | 2      | 0      | 0      | ー           | ー           | 0      | 0      | 25   | 2    |
| NACブレダ              | 2018-19      | エールディヴィジ | 8      | 0      | 1      | 0      | ー           | ー           | 0      | 0      | 9    | 0    |
| NACブレダ              | 通算         | 通算             | 33     | 2      | 1      | 0      | ー           | ー           | 0      | 0      | 34   | 2    |
| キャリア通算           | キャリア通算 | キャリア通算     | 33     | 2      | 1      | 0      | 0            | 0            | 0      | 0      | 34   | 2    |